# Zhang Baozhu
Zhang Baozhu, född 1606, död 1644, var en kinesisk kejsarinna, gift med Tianqi-kejsaren (r. 1621–1627). 

## Biografi
Zhang Baozhu var en känd fiende till kejsarens två gunstlingar, eunucken Wei Zhongxian och amman Madame Ke, och försökte förgäves minska hans behov av dem och deras inflytande över honom genom att informera honom om deras gärningar. De försökte i sin tur förgäves nedsvärta henne i kejsarens ögon, bland annat genom att vid ett tillfälle anklaga hennes far för sjöröveri. Tillsammans ska de två favoriterna ha förhindrat att kejsaren fick barn genom att mörda hans konkubiner eller orsaka dem missfall: även Zhang Baozhu enda graviditet avslutades med ett missfall som Madame Ke ska ha framkallat 1623.   
När kejsaren avled barnlös 1627, förhindrade hon en kupp iscensatt av Wei Zhongxian, och hjälpte i stället den avlidna kejsarens bror, Chongzhen-kejsaren, att bestiga tronen. Zhang Baozhu begick självmord genom att låta strypa sig i den förbjudna staden när Peking erövrades av rebellen Li Zicheng och Mingdynastin störtades.